# Vaterpolo na OI 1960.
Na OI 1960. u Rimu u Italiji, konačna ljestvica na vaterpolskom turniru je bila sljedeća:
| Odličje | Reprezentacija | Sastav |
| zlato   | Italija        | Amedo Ambron, Danio Bardi, Giuseppe D'Altrui, Salvatore Gionta, Franco Lavoratori, Gianni Lonzi, Luigi Mannelli, Eraldo Pizzo, Rosario Parmegiani, Dante Rossi, Brunello Spinelli               |
| srebro  | SSSR           | Vladimir Semenov, Anatolij Kartašev, Petr Mšvenieradze, Vladimir Novikov, Viktor Agejev, Givi Čikvanaja, Leri Gogoladze, Jurij Grigorovski, Vjačeslav Kurenoj, Boris Goichman , Jevgenij Salzyn |
| bronca  | Mađarska       | Kálmán Markovits, András Katona, György Kárpáti, László Jeney, Otto Boros, István Hevesi, Mihály Mayer, Zoltán Dömötör, Deszö Gyamati, Tivadar Kanizsa, Péter Rusorán I                         |